# Île Haute (Nouvelle-Écosse)
Pour les articles homonymes, voir Île Haute (homonymie).
L'île Haute (en anglais : Isle Haute; en mi'kmaq : Maskusetik) est une île dans la baie de Fundy, à 8 kilomètres du cap Chignecto dans le comté de Cumberland (Nouvelle-Écosse), au Canada.
Des traces de la présence des Mi'kmaq remontant à 11 000 ans ont été découvertes à l'île Haute.
L'île a été mentionnée en 1604 par Samuel de Champlain.

## Géographie
L'île a une longueur de 3 km et une superficie de 80 ha. Elle est entourée de falaises hautes de 100 m. Elle est entièrement composée de basalte du Jurassique.

## Faune et flore
On retrouve 300 taxons végétaux sur l'île. Ce nombre pourrait être cependant supérieur puisque la végétation d'une partie de l'île n'a pas été inventoriée.
On y dénombre aussi 60 espèces d'oiseaux migrateurs dont l'océanite cul-blanc, l'eider à duvet, le pygargue à tête blanche et le faucon pèlerin et des oiseaux dont l'île est l'habitat permanent, comme le grand héron.
On peut y observer des salamandres cendrées, des phoques communs et des phoques gris.
En 2019, Environnement et Changement climatique Canada propose de désigner l'île réserve nationale de faune. Elle est désignée comme réserve nationale de faune en janvier 2025.